# Сура Аль-Лайл
Сура Аль-Лайл (араб. سورة الليل‎) або Ніч — дев'яносто друга сура Корану. Мекканська, містить 21 аят.